# Freyellaster polycnema
Freyellaster polycnema är en sjöstjärneart som först beskrevs av Percy Sladen 1889.  Freyellaster polycnema ingår i släktet Freyellaster och familjen Freyellidae.
Artens utbredningsområde är havet kring Nya Zeeland. Inga underarter finns listade i Catalogue of Life.